# PR 2.0
PR 2.0 (Пиар 2.0) е модерно течение и разновидност на връзки с обществеността (пиар).
Терминът е въведен за първи път в началото на 21 век. Той се отнася основно за това как интернет и социалните мрежи се отнасят до връзките с обществеността и маркетинга. С навлизането на интернет се променя и същността на пиара. Методите еволюират и стават все повече и все по-насочени към уеб пронстранството, заради увеличаващото се интернет потребление. Успоредно с преминаването към ПР 2.0 се променят нещата от фазата на наблюдение и проучване на комуникацията до начина, по който осъществяваме контакт с хората – вече по интернет, в различни онлайн общности.

## Инструменти
За да се работи чрез ПР 2.0, е нужно специалистите да се използват определен набор от „инструменти“. Ето най-важните от тях:
- Социални медии – това са портали като www.youtube.com, където могат да се постват видео материали за определени цели.
- RSS (на английски: Really Simple Syndication) – метод за осведомяване на клиенти. В последно време това е един от най-употребяваните елементи за ПР въобще. RSS предлагат най-големите портали за информация, както и по-големите компании, които се грижат за информираността на настоящите си и потенциални клиенти.
- Социални мрежи – Тук влизат Facebook, Twitter, MySpace и други портали за запознанства. Те предоставят 24-часова възможност за пиар дейност и увеличават възможността за достъп до клиентите.
- Блогове – Те се разделят на корпоративни, лични, информационни и други. Блогът е възможност за пряко влияние върху клиента, чрез неговия автор. Блогове поддържат всички по-известни специалисти в областта на ПР-а.
- Форуми – Тук пиарите умело могат да използват близостта между участниците и да убеждават чрез своето мнение.
- Други Web 2.0 приложения

## Популяризиране
Популярността на ПР 2.0 расте постоянно. Основни фигури в неговата употреба и пропагандиране са Брайън Солис, основател на Future Works, и Диърдри Брекенридж, американска специалистка по ПР и авторка на множество книги, включително „ПР 2.0“. Самият ПР се популяризира чрез действията на агенциите. Успоредно с това, че градят своя личен имидж, чрез работата си те популяризират методите, с които работят.

## Противоречия
Успоредно с навлизането си, ПР 2.0 успява да създаде различни противоречиви мнения сред висшите мениджъри за начините, по които една марка комуникира. Основния въпрос е дали чрез пренебрегването на третата страна се стига до загуба на контрол върху комуникацията. Но от друга страна ПР 2.0 успява да даде възможност да е наблюдава общуването на влиятелните фактори и на журналистите.